# Xylen
Termín xylen nebo xylol obvykle označuje směs tří izomerů aromatického uhlovodíku (dimethylbenzenu) používaného jako rozpouštědlo v polygrafii, lakýrnictví a v gumárenském a kožedělném průmyslu. Je to čirá, bezbarvá kapalina nasládlého zápachu, hořlavá. Obvykle se získává v rámci rafinace ropy. Konkrétně se získává např. z reformátu (produkt reformování benzínů), jako vedlejší produkt při alkylaci aromátů, při transalkylaci (též disproporcionaci) toluenu. Chemická rovnováha mezi izomery je příznivě nastavena ve prospěch izomeru meta, který je nejméně žádaný. Proto bývá v rafinérsko-petrochemických komplexech instalován proces izomerace xylenů. Podobně jako jiná rozpouštědla je i xylen zneužíván jako inhalační droga.

## Chemické vlastnosti
Xylen je obecný termín pro skupinu tří izomerů, derivátů benzenu, konkrétně ortho-, meta- a para- (o-xylen, m-xylen a p-xylen; systematické názvy jsou 1,2-dimethylbenzen, 1,3-dimethylbenzen a 1,4-dimethylbenzen), lišících se vzájemnou pozicí methylových skupin na benzenovém kruhu. Technický xylen je směsí těchto izomerů a obvykle obsahuje také příměs malého množství ethylbenzenu.
Chemické vlastnosti jednotlivých izomerů se mírně liší. Teplota tání se pohybuje od -47,87 °C u m-xylenu do 13,26 °C u p-xylenu. Teplota varu všech izomerů je okolo 140 °C. Hustota je přibližně 0,87 g/cm3, xylen je tedy lehčí než voda. Ve vzduchu jsou páry xylenu cítit již od koncentrace 0,08 až 3,7 ppm, ve vodě lze xylen chuťově rozpoznat od 0,53 až 1,8 ppm.

Xyleny, stejně jako mnoho alkylbenzenových sloučenin, tvoří komplexy s různými halogenovanými uhlovodíky. Komplexy různých izomerů mají často podstatně odlišné vlastnosti.

## Použití
Xylen se používá jako rozpouštědlo v různých průmyslových odvětvích. p-xylen se využívá jako surovina pro výrobu kyseliny tereftalové, což je monomer používaný pro výrobu polymerů, například PET. Používá se také jako čistidlo na ocel a na křemíkové pláty a čipy, jako pesticid, ředidlo barev a jako složka barev a laků. Lze ho použít jako náhradu toluenu, je-li žádoucí pomalejší zasychání nátěrových hmot. V malých množstvích bývá obsažen v benzínu a kerosinu. Ve studiích na zvířatech se často natírá na uši králíků, aby se podpořilo prokrvení a zlepšil sběr informací, musí se ale následně smýt alkoholem, aby se oblast nezanítila. V histologii se xylen používá k čištění tkání po dehydrataci při přípravě pro infiltraci parafínovým voskem. Též se používá po obarvení vzorku, aby se hydrofobizoval, takže ho lze následně zalít do pryskyřice v rozpouštědle. Též se z něj vyrábí slzný plyn.

## Příbuzné sloučeniny
Xyleny jsou výchozí surovinou pro výrobu dalších chemikálií. Například chlorace obou methylových skupin poskytuje tři izomery dichloridů xylenu čili bis(chlormethyl)benzeny. Oxidačními činidly, například manganistanem draselným (KMnO4), lze xyleny oxidovat na karboxylové kyseliny. Oxidací obou methylových skupin vzniká z o-xylenu kyselina ftalová a z p-xylenu kyselina tereftalová.
V komerčních článcích se termínem xylol běžně označuje rozpouštědlo se směsí tří izomerů xylenu, někdy obsahující i ethylbenzen. V chemickém obchodě se tato směs označuje jako xyleny (plurál). Pozor na terminologickou záměnu za podobně znějící xylenoly, což jsou jedovaté a žíravé izomery dimethylfenolu.

## Účinky na zdraví
Největší nebezpečí je spojeno s expozicí vysokým koncentracím xylenu, která vede k útlumu centrálního nervového systému, bezvědomí, útlumu dechového centra a případně smrti z nedostatku kyslíku pro mozek. Život může ohrozit také srdeční arytmie.
Nižší koncentrace jsou taktéž nebezpečné, působí na řadu orgánů v těle. Negativně ovlivňují funkci ledvin, kosterního svalstva a rovnováhu tekutin a elektrolytů. Xylen dráždí dýchací a trávicí ústrojí, může mít negativní účinky na játra. Nejzávažněji je ale ovlivněn nervový systém, již při nízkých koncentracích se prodlužuje reakční čas, zhoršuje se smysl pro rovnováhu.
Více než 95 % xylenu se metabolizuje oxidací na methylbenzylalkohol a následně redukcí (pomocí standardních enzymů alkoholdehydrogenázy a aldehyddehydrogenázy) na benzaldehyd a kyselinu methylbenzoovou (toluenovou). Ta se vylučuje především konjugovaná s glycinem jako kyselina tolurová (methylhippurová). U o-xylenu se kyselina o-methylbenzoová (o-toluenová) vylučuje ve volné podobě. Malá část xylenu se metabolizuje přes mikrosomální oxidační systém hydroxylací aromatického kruhu na xylenol (dimethylfenol) a vylučuje se v konjugované formě se sulfátem nebo s kyselinou glukuronovou.
Smrtelná dávka LD50 xylenu je 4 300 mg/kg (orálně, potkan), nejmenší smrtelná dávka u dospělého člověka 50 mg/kg (o-xylen, RTECS). LC50 ve vzduchu je 6 350 – 6 700 ppm (potkan, 4 h).